# لورين تشيس
لورين تشيس (بالإنجليزية: Lorraine Chase)‏ هي عارضة بريطانية، ولدت في 16 يوليو 1951 في دتفورد في المملكة المتحدة.

## وصلات خارجية
- لورين شايس على موقع IMDb (الإنجليزية)
- لورين شايس على موقع ميوزك برينز (الإنجليزية)
- لورين شايس على موقع قاعدة بيانات الفيلم (الإنجليزية)